# そよら福井開発
そよら福井開発（そよらふくいかいほつ）は、福井県福井市に所在し、イオンリテールが運営するショッピングセンター。

## 概要
イオンの前身に当たるジャスコでは、1977年（昭和52年）に地元の協同組合フクイショッピングプラザとの合弁で福井市二の宮に「ショッピングタウンピア」を開店していた。しかし、2003年（平成15年）にフクイショッピングプラザが裁判所から破産宣告を受け、イオンと地元小売業各社の間に軋轢が残ったことで福井県への進出は長らく見送られて来た経緯がある。2007年（平成19年）には鯖江市でイオンモールの出店計画が浮上したが、この時も地元の猛反発により白紙撤回される事態となっていた。
なお、2000年に芦原サティが、2001年に春江サティがそれぞれ閉店したことで、同じくイオンの前身であるマイカルが管理する屋号サティの名称を使用する店舗も福井県から消滅していた。
福井県と同様にジャスコ時代末期に空白県となっていた山梨県と、ジャスコ時代・マイカル時代共に空白県になっていた徳島県について、前者は2011年（平成23年）にイオンモール甲府昭和が、後者は2017年（平成29年）にイオンモール徳島がそれぞれ開業した。これにより、福井県は全都道府県では唯一イオンの店舗が存在しない空白県となっていた。
その後はグループ企業のマックスバリュ北陸がウエルシア薬局やホームセンターみつわに併設する形で5店舗、2023年（令和5年）9月には初の直営店となるマックスバリュエクスプレス鯖江下野田店を出店したのをはじめ、嶺南地域ではコンビニエンスストアのミニストップが出店していたが、イオンとしての進出は20年余り行われなかった。イオンリテール北信越カンパニーでは鯖江へのイオンモール出店が頓挫した後も2024年（令和6年）3月の北陸新幹線延伸開業を見据えて福井県への再進出を模索していたが、2021年（令和3年）に福井市西開発3丁目から市内の福井IC近くの和田中町へ移転したラニイ福井貨物の本社跡地を取得し、ピアの閉店から21年ぶり、店舗ブランドを「イオン」に統一してからは県内初となる新規出店を発表した。ピア跡地から東南東へ直線距離約900 mの場所に位置している。
店舗は2階建てとなっており、イオンスタイルと11の専門店で構成されている。オープンに先駆け、2024年7月11日、12日に地元住民向けのプレオープンを実施し、7月13日にグランドオープンした。都市型ショッピングセンター「そよら」としては北信越初出店となり、中核店舗としてイオンスタイル福井開発が入店することで旧ジャスコ時代のピア閉店から21年ぶりの福井県再進出、かつ店舗ブランドを「イオン」に統一してから14年目で国内全都道府県への出店が達成された。

## テナント
詳細は公式サイトのショップリストを参照。
- イオンスタイル福井開発（中核店舗）[4]
- サイゼリヤ
- スターバックスコーヒー
- テクモピア
- キャンドゥ

## アクセス
- えちぜん鉄道勝山永平寺線越前開発駅から北へ徒歩20分。
- 京福バス36系統（県立病院丸岡線）、39系統（大和田丸岡線）「開発口」バス停下車、北へ徒歩5分。
- E8 北陸自動車道 福井北JCT・ICから主に国道416号経由、約5 km。
- E67 中部縦貫自動車道 松岡ICから主に国道416号経由、約6 km。

## 周辺のイオングループの店舗
- マックスバリュエクスプレス福井北四ツ井店 - ウエルシア薬局併設店。南南東へ約2.3km。